# Odontonychus
Odontonychus is een geslacht van kevers uit de familie  
kniptorren (Elateridae).
Het geslacht is voor het eerst wetenschappelijk beschreven in 1897 door Ernest Candèze.. Hij beschreef ook de eerste soort van het geslacht, Odontonychus granulatus (lengte 19 mm) uit centraal-Afrika.

## Soorten
Het geslacht omvat de volgende soorten:
- Odontonychus granulatus Candèze, 1897
- Odontonychus lamottei Girard, 1992
- Odontonychus pseudogranulatus Girard, 1972
- Odontonychus punctatus Girard, 1972